# جرجوع
جرجوع هي إحدى القرى اللبنانية من قرى قضاء النبطية في محافظة النبطية.

## أعلام
- علي الشامي